# The Reunion (film 2013)
The Reunion (Återträffen) è un film drammatico del 2013 scritto, sceneggiato, diretto e interpretato da Anna Odell.

## Trama
Dopo venti anni dal termine delle scuole elementari, la classe che Anna ha frequentato da bambini si organizza per un incontro; l'unica esclusa dall'invito è lei. Vittima di bullismo durante gli anni scolastici, realizza un cortometraggio ricreando una riunione di classe con lei presente e sviluppa le possibili conseguenze che sarebbero scaturite da questa possibilità. Terminato il montaggio della pellicola invita a piccoli gruppi i suoi ex compagni per visionarlo insieme e discutere sulla sopraffazione dei diritti dei più deboli.

## Riconoscimenti
Guldbagge - 2013
Miglior film
Candidatura a miglior regista ad Anna Odell
Candidatura a miglior attrice ad Anna Odell